# Obramboslovni raziskovalni center
Obramboslovni raziskovalni center (kratica ORC) je raziskovalna enota, ki deluje v sklopu Inštituta za družbene vede Fakultete za družbene vede v Ljubljani; center je bil ustanovljen leta 1985.
Center izvaja številne raziskave na različnih področjih obramboslovja. Trenutni vodja centra je dr. Marjan Malešič.